# Manasse Kusu
Manasse Kusu, född 22 december 2001 i Kongo, är en svensk fotbollsspelare som spelar för Mjällby AIF.

## Karriär
Kusu föddes i Kongo och kom 2012 till Sverige och Norrköping där han först började spela för IK Sleipner. Efter en tid gick han över till IFK Norrköping. 
Tiden i IFK Norrköping inleddes med en utlåning till samarbetsklubben IF Sylvia där Kusu spenderade tre säsonger, där han bland annat var med och spelade upp Sylvia i Division 1.
Den allsvenska debuten i IFK Norrköping kom i samband med ett inhopp mot Örebro SK i september 2019.
Den 6 augusti 2021 blev det officiellt att Kusu skulle lånas ut under den resterande delen av säsongen 2021 till Östers IF i Superettan. Inför säsongen 2022 gjordes utlåningen till Öster permanent då Kusu värvades på ett treårskontrakt.
I juli 2024 värvades Kusu av Mjällby AIF, där han skrev på ett fyraårskontrakt med start från säsongen 2025. Följande månad blev han istället klar för en övergång direkt till Mjällby.